# Tribuna caliente (Colombia)
Tribuna Caliente fue un programa deportivo emitido por Canal Caracol los domingos en la noche entre 2000 y 2002. Contó con la participación de tres importantes comentaristas deportivos de Colombia: Hernán Peláez Restrepo, Iván Mejía Álvarez  y Javier Hernández Bonnet; y con la participación del analista arbitral Rafael Sanabria.
En este espacio deportivo se mostraban y analizaban los goles y las jugadas de cada fecha del torneo colombiano, también había secciones donde los televidentes llamaban a opinar y a hacer preguntas a los analistas y se escogía el gol y la atajada de la fecha.
El programa fue emitido los domingos a las 10 p. m. y el programa fue sacado del aire por la eliminación de la selección Colombia del mundial de fútbol de 2002 y la ausencia de los goles del campeonato local en los noticieros en aquel entonces.